# Thierachern
Thierachern is een gemeente en plaats in het Zwitserse kanton Bern, en maakt deel uit van het district Thun.
Thierachern telt 2.460 inwoners.